# Континуум (фильм)
«Континуум» (англ. Project Almanac) — научно-фантастический псевдодокументальный триллер, снятый режиссёром Дином Израэлайтом в 2014 году. Планировалось выпустить фильм в конце года, но позднее релиз был перенесён на январь 2015 года. В СНГ премьера состоялась 29 января 2015 года.

## Сюжет
17-летний изобретатель Дэвид Раскин поступает в Массачусетский технологический институт, но ему не хватает денег, чтобы оплатить учёбу. Узнав, что его мать собирается продать дом, он со своей сестрой Кристиной пытается найти в вещах отца, трагически погибшего в день его семилетия, что-то, что помогло бы ему решить проблему с деньгами. Дэвид находит старую видеокамеру с записью его седьмого дня рождения и на ней случайно обнаруживает себя семнадцатилетнего. Позднее они с друзьями находят в подвале дома чертежи устройства, разработанного его отцом. Внезапно они осознают, что обнаружили чертежи машины времени. Им удается собрать работающий прототип.
Для испытания машины Дэвид придумывает правила, среди которых запрет на прыжки в одиночку, их ключевое правило. Друзья прыгают в различные моменты недалёкой истории, так как из-за ограниченной мощности машина как раз рассчитана на 10 лет в обе стороны. Поначалу всё идёт отлично, они исправляют оценки, разживаются вещами и деньгами, но их неосторожное обращение со временем запускает цепь сначала незначительных и мелких событий, которые перерастают в катаклизмы. Попытки исправить происходящее только усугубляют положение. На фестивале, куда Дэвид отправляется с друзьями, он влюбляет в себя Джесс, но по собственной глупости срывает романтический момент. Ради его исправления он нарушает придуманное им же правило, прыгая в одиночку. Это разрушает время ещё сильнее, влияет на машину — Дэвид не в состоянии контролировать происходящее вокруг. Он добивается Джесс, но его сольные путешествия начали вызывать изменения таймлайна после каждого прыжка. Исправление одного сразу портит что-то другое. Друзья узнают, что он прыгал в одиночку, это становится причиной краха его дружбы и отношений. В результате, прыгнув в неудачное время, Джесс встретилась сама с собой, что вызвало временной парадокс и они обе исчезли на глазах у Дэвида, а друзья, по большей части, были мертвы. 
Дэвид приходит к выводу, что причина происходящего кроется в создании машины, и для исправления своих ошибок он отправляется в день своего семилетия, где встречается со своим отцом (и оказывается запечатлён на плёнке). Дэвид сжигает технологию создания машины, но оставляет камеру, на которую запечатлены все события фильма. Место действия переносится в начало, где герои находят две камеры: ту, из-за которой всё началось, и вторую, оставленную Дэвидом. Дэвид снова знакомится с Джесс и говорит, что похоже скоро, с таким открытием, они изменят мир.

## В ролях
| Актёр             | Роль            |
| ----------------- | --------------- |
| Джонни Уэстон     | Дэвид Раскин    |
| София Блэк-Д’Элиа | Джесси Пирс     |
| Сэм Лернер        | Куинн Голдберг  |
| Аллен Евангелиста | Адам Ли         |
| Вирджиния Гарднер | Кристина Раскин |
| Эми Лендекер      | Кэтти Раскин    |
| Гэри Уикс         | Бен Раскин      |
| Гэри Граббс       | доктор Лу       |
| Мишель Дефрайтс   | Сара Нейтан     |
| Патрик Джонсон    | Тодд            |

## Оценка
Фильм получил смешанные и положительные отзывы. На сайте Rotten Tomatoes фильм получил рейтинг 35 % на основе 68 рецензий со средним баллом 4,7 из 10 и общим консенсусом «фильм не без остроумия и оригинальности, но его сложно рекомендовать из-за слабой сюжетной линии и операторской работы в стиле найденной плёнки». На сайте Metacritic фильм имеет оценку 47 из 100 на основе 25 рецензий критиков, что соответствует статусу «смешанные или средние отзывы».